# Чандук
Чандук або Чхандоккун (кор. 창덕궁, 昌德宮, Палац Чхандок або Палац квітучої чесноти) — палацовий комплекс, розташований у парку, що у Чонногу, Сеул (Південна Корея). Один із «П'яти Великих палаців», зведений ванами династії Чосон (1392–1897).
У комплексі відображені архітектурні елементи періоду Трьох корейських держав.

## Історія

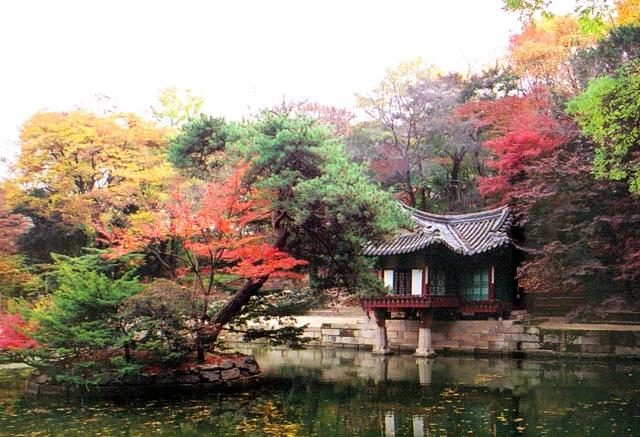
Сад палацу Чандук

Спорудження палацу велося в 1405–1412 після зведення головної брами Тонхвамун. Ван Седжо розширив територію комплексу на 500 000 м².
Палац повністю зруйнували під час японських навал у 1592–1598 і відновлений в 1609 ваном Сонджо і ваном Кванхегуном.
У 1623 палац згорів у ході повстання проти Кванхегуна.
Чандук був резиденцією королівського двору та корейського уряду до 1872, поки не був відновлений палац Кьонбоккун. Останній монарх Кореї — імператор Сунджон мешкав там до своєї смерті в 1926.
Як й інші корейські палаци, Чандук сильно постраждав під час японської окупації 1910–1945.

## Структура
- Зал Теджоджон — офіційна резиденція королеви. Зруйнований в 1917 у наслідок пожежі, відновлений в 1920.
- Брама Тонхвамун — головні ворота палацу. Збудована в 1412, найстаріші зі збережених воріт.
- Міст Кимчхонге — найстаріший міст Сеула. Зведений в 1411.
- Зал Хведжондан — спочатку королівська опочивальня, пізніше — кабінет. Зруйнований в 1917, відновлений в 1920.
- Зал Інджонджон — тронний зал. Побудований в 1405, але зруйнований під час Японсько-корейської війни; відновлений в 1609, згорів у 1803, відновлений в 1804.
- Павільйон Чухамну — королівський архів. Побудований в 1776.
- Зал Сонджонджон — офіс офіційних осіб. Побудований в 1461, але зруйнований під час Японсько-корейської війни, відновлений в 1647.
- Резиденція Йонгендан — будівля в конфуціанскому стилі. Побудований в 1828.

## Корейський сад у Києві

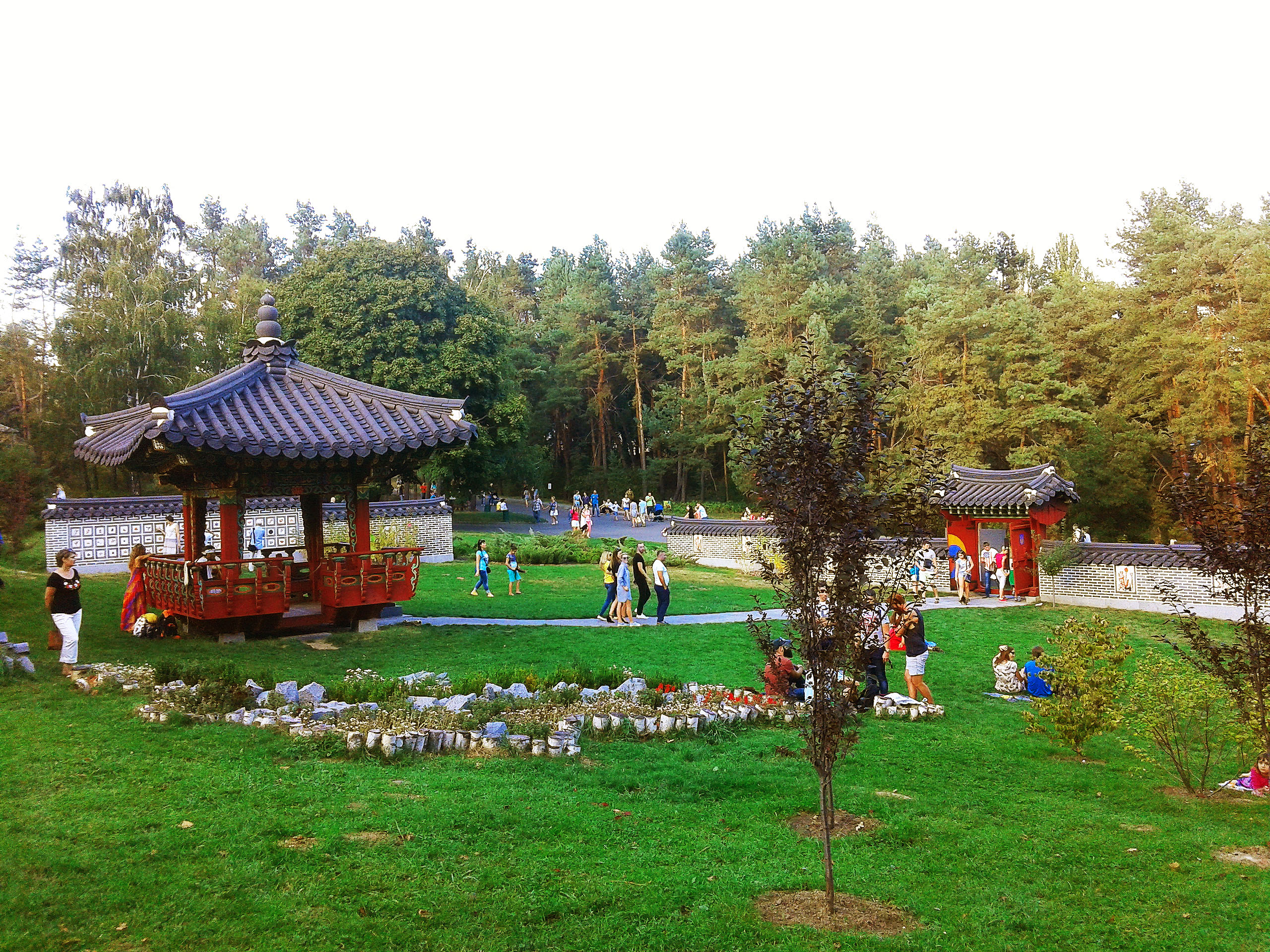
Корейський сад Чандук

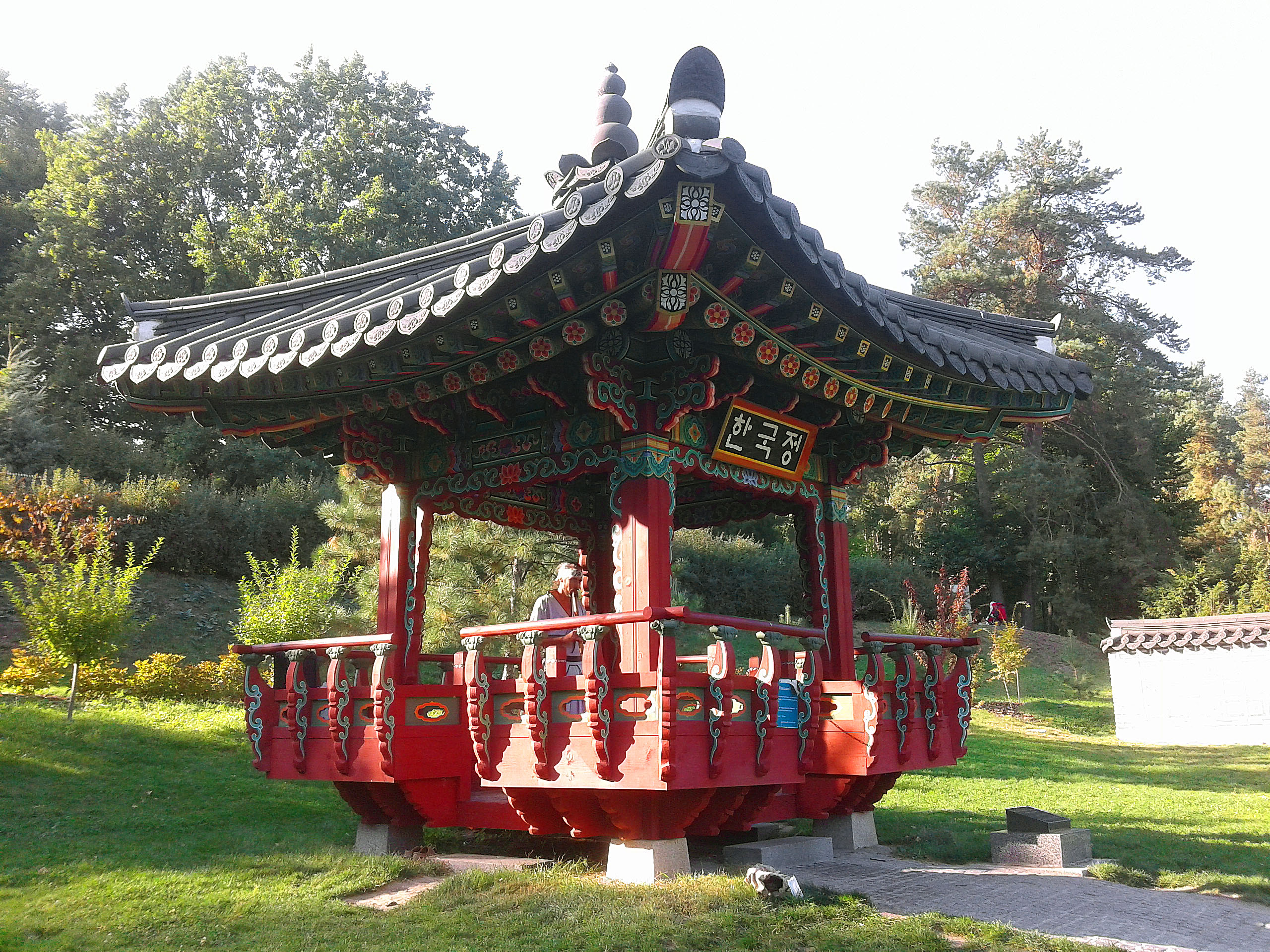
Павільйон «Аер'юнджун»

У 2012 за сприянням корейського уряду з нагоди святкування двадцятої річниці встановлення дипломатичних відносин між Україною та Республікою Корея у Національному ботанічному саду імені М.Гришка створений корейський традиційний сад за мотивами Чандука.
Сад розпланувала корпорація «Korea Land and Housing Corporation». Будівництво велося запрошеними із Кореї митцями та з привезених матеріалів.